# 極限競速4
《极限竞速4》是由Turn 10工作室开发并由微軟工作室在2011年为Xbox 360独占发行的赛车游戏。该游戏是极限竞速系列的第四部，是该系列中第一个支持Kinect传感器的游戏。这是为Xbox 360平台发布的最后一部《极限竞速》正传；2012年的《极限竞速 地平线》及其2014年续作《极限竞速 地平线2》是该平台的最后两款极限竞速外传。
本作新加入了「Autovista」模式，玩家可以在其中查看特定车辆的精确细节，例如发动机和内部仪表建模。该作与BBC的Top Gear及美国版Top Gear均建立了合作关系，时任Top Gear主持人杰里米·克拉克森在Autovista模式下提供语音评论。
该作品获得了评论家的普遍赞誉，赞扬了增强的车辆物理特性、更新的视觉效果和逼真的音效。几位评论家也对游戏的Autovista模式给予了高度评价。一些评论对 Kinect 的功能表示失望，部分评论则认为这款游戏在其前作《极限竞速3》的基础上显得不够创新。然而，多数评价确实承认该作比《极限竞速3》有了巨大改进。

## 玩法

本作的Autovista功能可以非常详细地展示一些特定车辆，此功能允许玩家查看车辆的精细细节，例如仪表和内部发动机零件。使用Xenia模拟。

《极限竞速4》是一款赛车游戏，是《极限竞速》正传系列的第四款游戏。就像索尼互动娱乐的跑车浪漫旅系列一样，《极限竞速》是一类赛车模拟游戏，其重点放在使车辆驾驶体验的真实性上，且所有比赛在封闭赛道上进行。最初发售时，游戏收录约500辆车，从街车到赛车不一而足， 同时收录26条赛道，包括 17 个真实世界赛车场和9个虚构的赛道，霍根海姆赛道、印第安纳波利斯赛车场、英飞凌赛道和虚构的伯尔尼阿尔卑斯山赛道首次出现于本作。
玩家可以利用Kinect的头部跟踪功能查看屏幕，这使得玩家能够看向弯角或周围的赛车。当游戏手柄或方向盘用于控制车辆时，Kinect则独立用于驾驶员查看周围情况。玩家还可以使用Kinect直接作为游戏控制器。在此时，游戏会自动加速和减速玩家车辆，并通过识别玩家伸出的手臂来控制转向，就像控制一个看不见的方向盘一样。Kinect也允许玩家使用语音命令来开启比赛和导航菜单。

该作为极限竞速系列引入的新功能称为Autovista（之后的系列中称为Forzavista）。它旨在让玩家四处走动并探索游戏中的车辆。此功能允许玩家查看微小的细节，例如刹车片、变速箱、轮胎、发动机部件和内饰细节。玩家可以指向某些车辆部件，例如前灯、车轮和引擎，以通过录音获取有关它们的更多信息。游戏中只有24辆车支持Autovista功能并能让玩家听取克拉克森对这些车辆的评论，包括法拉利458 Italia、德罗宁DMC-12等现代或经典车辆。
玩家的职业生涯主要包括世界巡回赛、赛事列表和劲敌模式 (Rivals)。世界巡回赛在《极限竞速3》中被称为Season Play，该模式将玩家的竞速生涯划分成十个日历年。每个日历年都包括在不同赛道上举办的赛事，并以一场锦标赛结束。每完成一个赛事，玩家都会获得世界巡回奖励；赛事列表让玩家可以在一系列赛事里选择并进行比赛；在劲敌模式中，玩家和其他玩家的幽灵车进行竞技。竞赛类别有多种，但是车辆选择和排行榜上有一定的限制。在在线游戏中，玩家可以选择创建俱乐部并在该俱乐部内的车库中共享车辆。《极限竞速4》支持16名在线玩家网络对战或2名本地玩家分屏游戏，而在此之前，《极限竞速3》仅限于8辆赛车同时在赛道上行驶。

## 开发、营销与发售

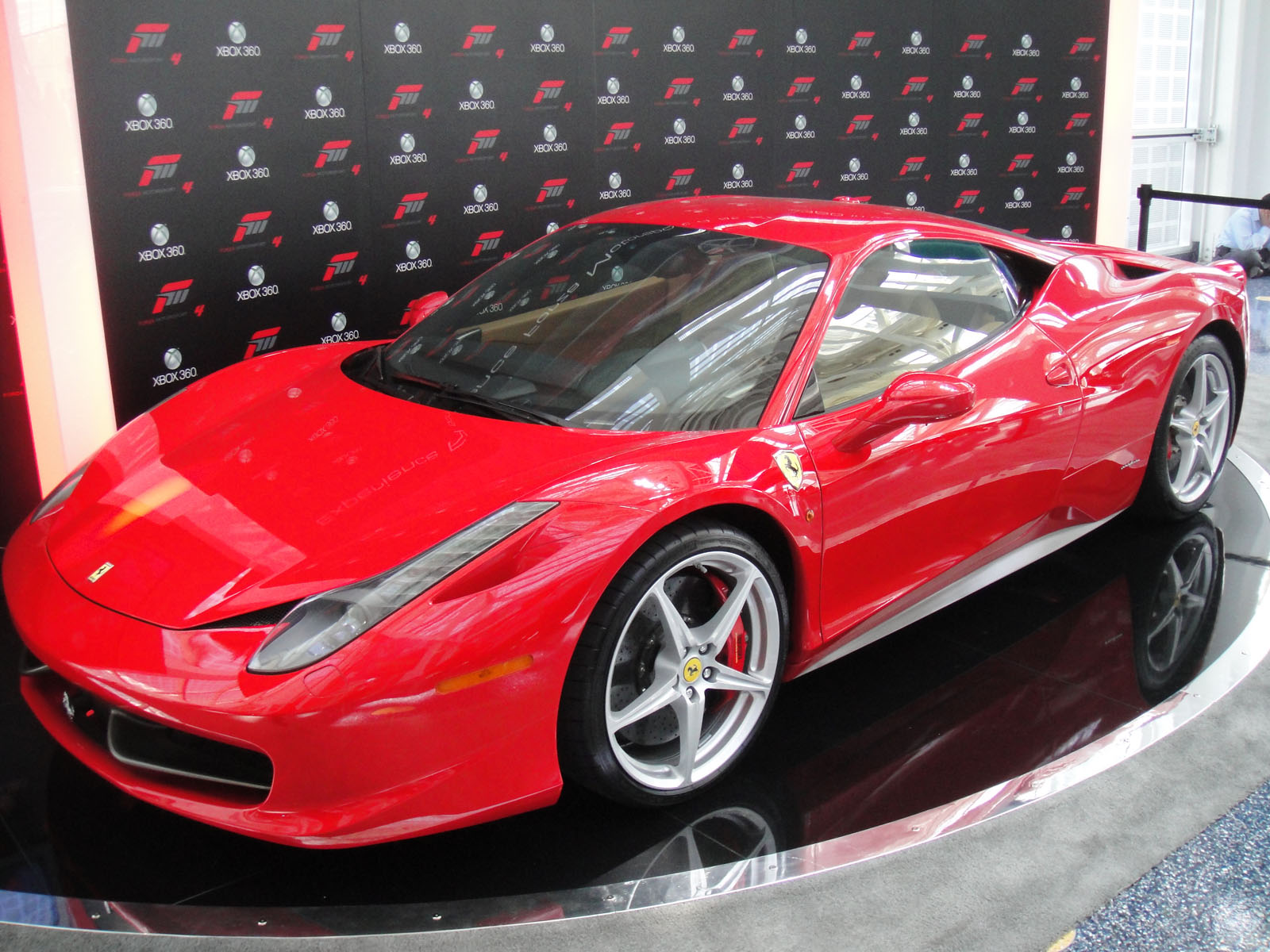
2011年E3展览

《极限竞速4》的技术演示在微软的E3 2010新发布会上首次公开。这一演示版本的内容是驾驶2010法拉利458 Italia进行超车挑战，玩家使用 Microsoft Kinect 传感器驾驶车辆超越对手。本作的正式亮相是在2010年的斯派克电子游戏大奖上。Turn 10宣布该游戏将包含来自80个制造商的 500 多辆车，并确认其将支持Kinect以及标准Xbox 360控制器和赛车方向盘。与此同时，Turn 10正式宣布从2011年8月8日起与美国勒芒系列赛合作 (ALMS)，为期两年，这一合作伙伴为游戏带来了生涯模式中的ALMS主题活动，并让ALMS中的赛车和赛道回归于《极限竞速》系列中。游戏的更多内容在E3 2011期间泄露，IGN透露本作中玩家可以选择创建汽车俱乐部并在俱乐部内共享车库，并且将支持16名玩家在线赛车。
开发过程中，Tesla Roadster用于录制游戏的轮胎声音，开发人员之所以选择特斯拉，是因为其近乎静音的电动机使他们能够在没有引擎声和排气噪音的情况下干净地录制胎噪。Turn 10在车上安装了两个麦克风，指向轮胎以进行录音.。
2011年8月26日，在PAX游戏展上Turn 10宣布其将在游戏的Autovista模式中首次收录《光环系列》中的 UNSC“疣猪号”战车，其中使用的疣猪号模型与当时即将推出的《光环4》中的版本相同，但该车在《极限竞速4》中不能驾驶。Turn 10将疣猪号无法作为可驾驶车辆归因于该车夸张的四轮转向系统、虚构的未来主义技术和过高的底盘高度，称 "它有一些内置在《光环》中的技术，如果我们在游戏中只支持这一款车，那将是一项巨大的投资"。

### Top Gear内容
Turn 10已经与BBC的《英国疯狂汽车秀》（Top Gear）节目达成了多年的合作关系。本作包括了Top Gear的授权内容，以及主持人杰里米·克拉克森在虚拟展厅Autovista的旁白。游戏中忠实收录了坐落于英国Cranleigh村附近Dunsfold军用机场的Top Gear测试赛道。对于Top Gear的粉丝来说，一个额外的DLC收录了节目中三辆廉价车中的两辆，起亚Cee'd和铃木Liana，而雪佛兰Lacetti没有出现。在2011年E3上，玩家能够驾驶这些廉价车在Top Gear测试赛道进行圈速测试并记录他们的时间。同时，游戏也还原了Top Gear "汽车足球"（仅在Xbox Live上可用）和Top Gear保龄球小游戏，两者都是在官方Top Gear测试赛道上进行的。
在游戏界面主页，Top Gear工作室是游戏内展厅的一部分。该展厅一如现实中的Top Gear摄影棚，布置了如在第11季第1集中被毁坏的丰田Hilux和克拉克森的菲亚特Coupé警车等，所有的Top Gear徽标、Stig海报和灯光布置也得到了还原。Top Gear还参与制作了游戏的真人电视广告，杰里米·克拉克森为广告配音。广告的主要内容是一名男子在被警察追捕的情况下驾车飞速穿过城市街道，克拉克森在旁白中谈到汽车爱好者是一种濒临灭绝的物种，他指出，能够让人真正享受汽车文化的地方正在逐渐消失，然后转而推销视频游戏。该广告受到媒体的好评。
此外，《极限竞速4》还出现在《美国疯狂汽车秀》中。在 2010 年Spike电子游戏奖颁奖典礼上，专业特技车手兼节目联合主持人坦纳·福斯特出席了游戏揭幕仪式。此外，在该节目第二季的最后一集中，联合主持人拉特利奇·伍德和亚当·费拉拉在英飞凌赛道举办计时赛，向坦纳·福斯特发起挑战；福斯特驾驶雷克萨斯LFA在真实赛道上行驶，伍德和费拉拉在《极限竞速4》中驾驶，以对比圈速。

## 评价
根据评论聚合网站Metacritic的说法，《极限竞速4》与之前的3部作品一样获得了“普遍好评” 。

## 外部連結
- 極限競速官方網站 （页面存档备份，存于）